# The Hunter (Fernsehserie, 2018)
The Hunter (Originaltitel: Il Cacciatore, Alternativtitel: Il Cacciatore: The Hunter) ist eine italienische Fernsehserie, basierend auf dem im Jahr 2008 veröffentlichten autobiographischen Roman Cacciatore di mafiosi. Le indagini, i pedinamenti, gli arresti di un magistrato in prima linea des italienischen Richters Alfonso Sabella.

## Handlung

### Staffel 1
Die Handlung der Serie beginnt im Jahr 1993 auf Sizilien nach der Ermordung der italienischen „Mafia-Jäger“ Giovanni Falcone und Paolo Borsellino und der darauffolgenden Inhaftierung des Mord-Auftraggebers Salvatore „Totò“ Riina – Oberhaupt der „Corleonesi“ und Vorsitzender der sizilianischen Mafia-Kommission – sowie der anschließenden Bombenanschläge auf Touristenattraktionen des italienischen Festlandes durch Verbündete Riinas.
Im Mittelpunkt der Handlung steht der engagierte Staatsanwalt von Termini Imerese namens Saverio Barone, der in die DIA einberufen wird, um mit mehreren Staatsanwaltschaften Ermittlungen gegen weitere Beteiligte des Attentats auf Giovanni Falcone und gegen die Führungsriege der Cosa Nostra zu führen. Im Zuge der Ermittlungen besinnt sich Barone regelmäßig auf prägende Ereignisse seiner Vergangenheit, die ihm helfen, Erfolge zu erzielen.
Um einen einstigen Mafioso namens Santino Di Matteo, der nun ein wichtiger Kronzeuge ist, mundtot machen zu können, wird dessen 12-jähriger Sohn Giuseppe von Mitgliedern der Cosa Nostra entführt und versteckt gehalten. Bei dem Auftraggeber der Entführung handelt es sich um Leoluca „Don Luchino“ Bagarella, der seit der Inhaftierung von Totò Riina das Kommando über den militärischen Flügel der Cosa Nostra innehat und als Hauptdrahtzieher der Bombenanschläge von 1993 gilt. Durch die koordinierte Arbeit der DIA gelingt es, vereinzelte Mafiosi und auch Bagarella selbst hinter Gitter zu bringen, bis sich die Ermittlungen fortan verstärkt auf Giovanni „’u verru“ Brusca – Oberhaupt des San-Giuseppe-Jato-Mafia-Clans konzentrieren, den ranghohen Mafioso, der für die Beherbergung des entführten Giuseppe Di Matteo verantwortlich ist und dessen junges Leben seit bereits zwei Jahren in seinen Händen hält.

### Staffel 2
Die zweite Staffel setzt im Jahr 1996 an, als der einstige Chauffeur Bagarellas, Antonio „Tony“ Calvaruso den frisch verheirateten Saverio Barone und die DIA auf die Fährte Bruscas bringt, dem es jedoch zu entwischen gelingt. Als der kleine Giuseppe Di Matteo nach 779 Tagen Gefangenschaft auf dessen Anweisung ermordet wird, beginnt eine Hetzjagd mit einer Vielzahl an Verhaftungen von Verwaltern, Unternehmern, Politikern und Mafiosi.
Während Barone und sein Antimafia-Kollege Carlo Mazza im Dunkeln tappen und Brusca seine Spuren verwischt, geht Barone ein Bündnis mit der Polizistin Francesca Lagoglio ein, die seit Jahren auf die Spur des Mafiosos Bernardo „Zu Binnu“ Provenzano zu kommen versucht, der Brusca nach der Inhaftierung Bagarellas die Befehlsgewalt über die Corleonesi überließ und im Gegenzug neuer Vorsitzender der sizilianischen Mafia-Kommission wurde um die Organisation wieder in ruhigeres Fahrwasser führen zu können.
Nachdem Giovanni und sein Bruder Enzo Salvatore Brusca gefasst werden konnten, ebnen diese den Weg zur Machtstärkung des Verbündeten „Vito“ Vitale, indem sie anderen Mafiosi mittels falscher Aussagen frühere Morde anzuhängen versuchen, bis sie sich als sogenannte Pentiti dazu entschließen, Buße zu tun und zu gestehen.
Während Carlo Mazza im Sinne seiner Familie, nach seinem langjährigen Kampf gegen die Mafia die Kündigung einreicht, ereilt Barone der Verdacht, die Carabinieri-Einheit ROS würde bewusst Ermittlungen zu Provenzano stören. Unterdessen stört Provenzanos gottesfürchtiger und unsichtbarer Arm namens Pietro „’u Signurinu“ Aglieri – Oberhaupt des Santa Maria di Gesù-Mafia-Clans die Ambitionen von Vito Vitale, indem er mittels einer fingierten Morddrohung gegen Barone und dessen Familie die Behörden gegen ihn aufbringt. Antimafia-Oberstaatsanwalt Andrea Elia nutzt diese Gelegenheit um Barone offiziell in ein Schutzprogramm unterzubringen und seiner örtlichen Pflichten zu entbinden, sodass dieser im Verborgenen fortan unbehelligt gegen Provenzano ermitteln kann.

### Staffel 3
1997: Da Vito Vitale nach dem Leben von Saverio Barone trachtet, lebt dieser isoliert an einem unbekannten Ort und stellt seine Ermittlungen im Verborgenen an, während er versucht, Vitale ausfindig zu machen. Unterdessen versucht er das gestörte Verhältnis zu seiner Tochter zu korrigieren, da er aufgrund seiner Arbeit und seiner Trennung von seiner Ehefrau Giada nur selten an ihrem Leben teilhaben kann. Nach der Verhaftung von Vitale, beschließt Barone nach all seinem Verzicht im Privaten, die Antimafia zu verlassen; jedoch nicht, ohne zuvor mit seiner beruflichen Nachfolgerin Paola Romano Pietro Aglieri geschnappt zu haben.
Nach einem größeren Zeitsprung sieht man Barone in einer juristischen Fakultät einen Vortrag über seine einstige Tätigkeit als Mafia-Jäger halten und eine freudige Zeit mit seiner Tochter genießen. Schließlich erfährt er im Jahr 2006 im Radio von der Verhaftung des obersten Cosa Nostra-Bosses Bernardo Provenzano.
Die Serie endet mit einer Hommage an den während der 1990er-Jahre von Gian Carlo Caselli geleiteten Antimafia-Pool sowie die vielen Polizisten und Carabinieri mit ihrem Engagement zur Bekämpfung der Cosa Nostra.

## Veröffentlichungen
Die erste Staffel der Serie wurde in Italien ab dem 14. März 2018 auf Rai 2 ausgestrahlt und am 4. April 2019 bei MagentaTV in deutscher Synchronfassung veröffentlicht. Am 4. Oktober 2019 erschien durch Eye See Movies die erste Staffel der Serie in deutscher Fassung mit dem Titel Il Cacciatore: The Hunter auf DVD und Blu-ray.
Erneut auf Rai 2 erschien in Italien die zweite Staffel ab dem 19. Februar 2020 und wurde in deutscher Synchronfassung ab dem 2. Juli 2020 bei MagentaTV ausgestrahlt. Auf DVD und Blu-ray erschien sie in deutscher Fassung am 1. Oktober 2020 erneut durch Eye See Movies.
Die dritte und letzte Staffel erschien auf Rai 2 in Italien ab dem 20. Oktober 2021 und wurde in deutscher Fassung am 17. Februar 2022 bei MagentaTV zur Verfügung gestellt.

## Besetzung und Synchronisation
Die deutsche Synchronisation der Serie entstand unter der Dialogregie von Bernd Eichner nach einem Dialogbuch von Bernd Eichner und Andrea Pichlmaier durch die Synchronfirma Hermes Synchron.
Staffel 3 Dialogregie von Lutz Riedel nach einem Dialogbuch von Andrea Pichlmaier durch die Synchronfirma Hermes Synchron.
| Rolle                           | Beschreibung                                                                                      | Schauspieler                        | Synchronisation            |
| ------------------------------- | ------------------------------------------------------------------------------------------------- | ----------------------------------- | -------------------------- |
| Saverio Barone                  | Antimafia-Staatsanwalt                                                                            | Francesco Montanari                 | Sascha Rotermund           |
| Giada Stranzi                   | Geliebte von Saverio Barone                                                                       | Miriam Dalmazio                     | Nicole Hannak              |
| Giovanni „’u verru“ Brusca      | Oberhaupt des San-Giuseppe-Jato-Mafia-Clans und Angehöriger der „Corleonesi“                      | Edoardo Pesce                       | Leonhard Mahlich           |
| Andrea Elia                     | Antimafia-Oberstaatsanwalt, Vorgesetzter von Barone und Mazza                                     | Roberto Citran                      | Frank Röth                 |
| Carlo Mazza                     | Antimafia-Staatsanwalt                                                                            | Francesco Foti                      | Florian Halm               |
| Enzo Brusca                     | Mitglied des San-Giuseppe-Jato-Mafia-Clans und ein jüngerer Bruder von Giovanni                   | Alessio Praticò                     | Konrad Bösherz             |
| Salvatore „Vito“ Vitale         | Oberhaupt des Vitale-Clans und Angehöriger der Corleonesi                                         | Paolo Ricca                         | Torsten Michaelis          |
| Diego Navarra                   | Leiter der mobilen Kriminalpolizeieinheit „Squadra Mobile“                                        | Giorgio Caputo                      | Joachim Kretzer            |
| Leonardo Zaza                   | Leibwächter von Barone                                                                            | Marco Rossetti                      | Till Endemann              |
| Leoluca „Don Luchino“ Bagarella | Angehöriger der Corleonesi und von 1993 bis 1995 Vorsitzender der sizilianischen Mafia-Kommission | David Coco                          | Erich Räuker               |
| Antonio „Tony“ Calvaruso        | Chauffeur von Bagarella                                                                           | Paolo Briguglia                     | Matthias Deutelmoser       |
| Giuseppe Monticciolo            | Mitglied des San-Giuseppe-Jato-Mafia-Clans                                                        | Carlo Calderone                     |                            |
| Vincenzina Marchese             | Ehefrau von Bagarella                                                                             | Roberta Caronia                     | Claudia Gáldy              |
| Giuseppe Di Matteo              | Minderjähriger Sohn des Kronzeugen Santino Di Matteo von dem Altofonte-Mafia-Clan                 | Antonio Avella                      |                            |
| Lucio Raja Lucio Raja (jung)    | Cosa Nostra-Mitglied und Jugendfreund von Barone Freund von Saverio und Giada                     | Alessandro Agnello Nicasio Catanese | Robert Glatzeder Adam Nümm |
| Monica Calvaruso                | Ehefrau von Tony                                                                                  | Daniela Marra                       | Manja Doering              |
| Antonino „Nino“ Mangano         | Boss über Brancaccio-Ciaculli und rechte Hand von Bagarella                                       | Claudio Castrogiovanni              | Patrick Winczewski         |
| Francesca Lagoglio              | Kollegin von Barone                                                                               | Francesca Inaudi                    | Magdalena Turba            |
| Pietro „’u Signurinu“ Aglieri   | Ranghohes Cosa Nostra-Mitglied und Oberhaupt des Santa Maria di Gesù-Mafia-Clans                  | Gaetano Bruno                       | Nicolas König              |
| Davide                          | Aglieris Protegé                                                                                  | Danilo Arena                        | Philip Süß                 |
| Maria Savoca                    | Freundin von Enzo Brusca                                                                          | Veronica Lucchesi                   |                            |
| Domenico „Mico“ Farinella       | Sohn und Stellvertreter eines inhaftierten Mafiabosses aus der Familie San Mauro Castelverde      | Giulio Beranek                      | Sebastian Schulz           |
| Bernardo „Zu Binnu“ Provenzano  | Mitglied der Corleonesi und von 1995 bis 2006 Vorsitzender der sizilianischen Mafia-Kommission    | Marcello Mazzarella                 | Bernd Vollbrecht           |
| Paola Romano                    | Antimafia-Staatsanwältin                                                                          | Linda Caridi                        | Lisa May-Mitsching         |
| Giuseppa „Giusy“ Vitale         | Oberhaupt des Vitale-Clans im Jahr 1998                                                           | Rita Abela                          |                            |
| Matteo Messina Denaro           | Mitglied des Castelvetrano-Mafia-Clans                                                            | Lorenzo Adorni                      |                            |
| Giuseppe Baldinucci             | Vertrauter des Vitale-Clans und Koordinator des Drogenhandels zwischen Amerika und Sizilien       | Nick Nicolosi                       |                            |
| Giuseppe Riina                  | Sohn des inhaftierten ehemaligen Oberhauptes der Corleonesi Salvatore „Totò“ Riina                | Giulio Mezza                        |                            |
| Salvatore Cancemi               | Mitglied des Porta-Nuova-Mafia-Clans aus Palermo                                                  | Santi Bellina                       | Uwe Büschken               |

## Episodenliste

### Staffel 1
| Nr. (ges.) | Nr. (St.) | Deutscher Titel            | Originaltitel            | Erstausstrahlung Italien | Deutschsprachige Erstausstrahlung (D/A/CH) |
| ---------- | --------- | -------------------------- | ------------------------ | ------------------------ | ------------------------------------------ |
| 1          | 1         | Die Kreise der Hölle       | Nel bosco                | 14. März 2018            | 4. Apr. 2019                               |
| 2          | 2         | Schatzsuche                | Fuoco amico              | 14. März 2018            | 4. Apr. 2019                               |
| 3          | 3         | Der Sultan                 | Un P.M. da marciapiede   | 21. März 2018            | 4. Apr. 2019                               |
| 4          | 4         | Der Handschlag             | Un giorno perfetto       | 21. März 2018            | 4. Apr. 2019                               |
| 5          | 5         | Operation Nikita           | Idi di marzo             | 28. März 2018            | 4. Apr. 2019                               |
| 6          | 6         | Schöne Augen               | Famiglia                 | 28. März 2018            | 4. Apr. 2019                               |
| 7          | 7         | Die Farbe Türkis           | Cacciatori               | 4. Apr. 2018             | 4. Apr. 2019                               |
| 8          | 8         | 582 Tage                   | Eredità                  | 4. Apr. 2018             | 4. Apr. 2019                               |
| 9          | 9         | Mitten in der Stadt        | La tana del bianconiglio | 11. Apr. 2018            | 4. Apr. 2019                               |
| 10         | 10        | Drei Tage und neun Stunden | Bersagli                 | 11. Apr. 2018            | 4. Apr. 2019                               |
| 11         | 11        | Die Geduld des Jägers      | Freaks                   | 18. Apr. 2018            | 4. Apr. 2019                               |
| 12         | 12        | Jeden Tag ein Schaf        | Sì, lo voglio            | 18. Apr. 2018            | 4. Apr. 2019                               |

### Staffel 2
| Nr. (ges.) | Nr. (St.) | Deutscher Titel        | Originaltitel             | Erstausstrahlung Italien | Deutschsprachige Erstausstrahlung (D/A/CH) |
| ---------- | --------- | ---------------------- | ------------------------- | ------------------------ | ------------------------------------------ |
| 13         | 1         | Bis wir sterben        | Fino a che non moriamo    | 19. Feb. 2020            | 2. Juli 2020                               |
| 14         | 2         | Das Meer im Januar     | Resistere                 | 19. Feb. 2020            | 2. Juli 2020                               |
| 15         | 3         | Fahrstuhl in die Hölle | Venti febbraio            | 28. Feb. 2020            | 2. Juli 2020                               |
| 16         | 4         | Verbrannte Erde        | Terra bruciata            | 28. Feb. 2020            | 2. Juli 2020                               |
| 17         | 5         | Lunga Morte            | Non me ne sono mai andato | 4. März 2020             | 2. Juli 2020                               |
| 18         | 6         | 19 Uhr 50              | Diciannove e cinquanta    | 4. März 2020             | 2. Juli 2020                               |
| 19         | 7         | Im Jahr des Drachen    | L’anno del dragone        | 11. März 2020            | 2. Juli 2020                               |
| 20         | 8         | Jedes Wort ein Schatz  | Un Tesoro                 | 11. März 2020            | 2. Juli 2020                               |

### Staffel 3
| Nr. (ges.) | Nr. (St.) | Deutscher Titel            | Originaltitel                     | Erstausstrahlung Italien | Deutschsprachige Erstausstrahlung (D/A/CH) |
| ---------- | --------- | -------------------------- | --------------------------------- | ------------------------ | ------------------------------------------ |
| 21         | 1         | Panik                      | Boom                              | 20. Okt. 2021            | 17. Feb. 2022                              |
| 22         | 2         | Der Blonde                 | Orgoglio                          | 20. Okt. 2021            | 17. Feb. 2022                              |
| 23         | 3         | Weihnachten im Bunker      | Discendenza                       | 27. Okt. 2021            | 17. Feb. 2022                              |
| 24         | 4         | Auserwählt                 | Quello che sei disposto a perdere | 27. Okt. 2021            | 17. Feb. 2022                              |
| 25         | 5         | Die Nadel und der Faden    | Ciao nemico                       | 3. Nov. 2021             | 17. Feb. 2022                              |
| 26         | 6         | Die Nacht von San Giovanni | Aspetta                           | 3. Nov. 2021             | 17. Feb. 2022                              |
| 27         | 7         | Die Sünde der Welt         | La caccia invisibile              | 10. Nov. 2021            | 17. Feb. 2022                              |
| 28         | 8         | Ciao Saverio               | Ciao Saverio                      | 10. Nov. 2021            | 17. Feb. 2022                              |